# Avraham Katz-Oz

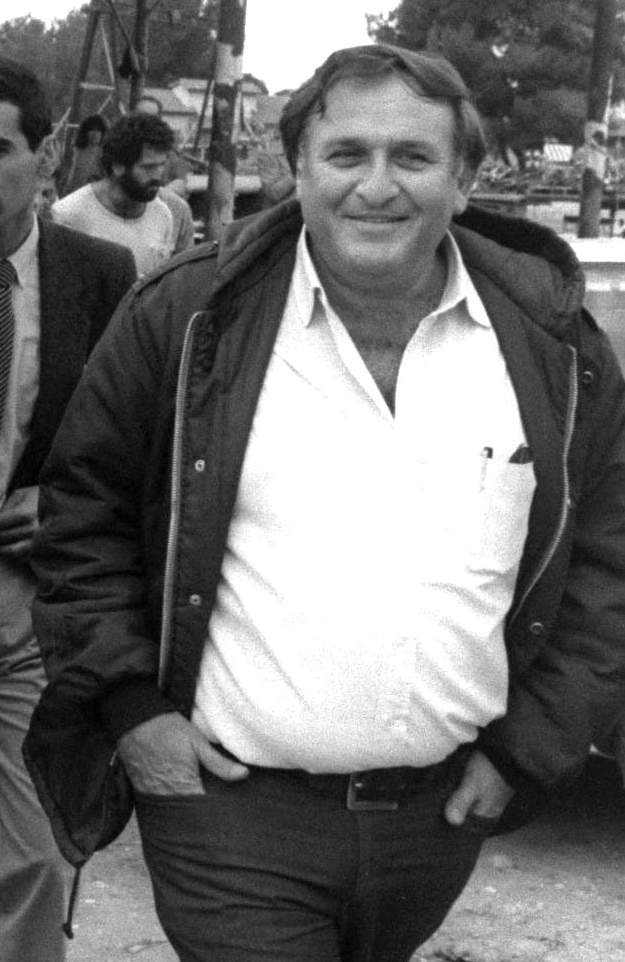
Avraham Katz-Oz, 2010.

Avraham Katz-Oz (hebräisch אברהם כ"ץ-עוז‎; * 7. Dezember 1934 in Tel Aviv) ist ein israelischer ehemaliger Politiker.

## Leben
Er schloss die Landwirtschaftsschule Pardes Channa (hebräisch בית הספר התיכון החקלאי פרדס חנה) ab. Katz-Oz studierte anschließend an der Fakultät für Landwirtschaft in Rechovot und an der Fakultät für Genetik in Jerusalem. Er arbeitete in der Verwaltung von Nachal Oz (hebräisch נַחַ"ל עֹז) bei Sderot und Netiwot. Danach war er Sekretär der Kibbuzbewegung Ichud HaKvuzot weHaKibbuzim (hebräisch איחוד הקבוצות והקיבוצים, lit. Union der Kvuzot und der Kibbuzim) von 1969 bis 1973. Er war Knessetabgeordneter des Maʿarach von 1977 bis 1996. Als Abgeordneter dieser Gruppierung war er Landwirtschaftsminister vom 22. Dezember 1988 bis zum 15. März 1990.